# 桜堀運河

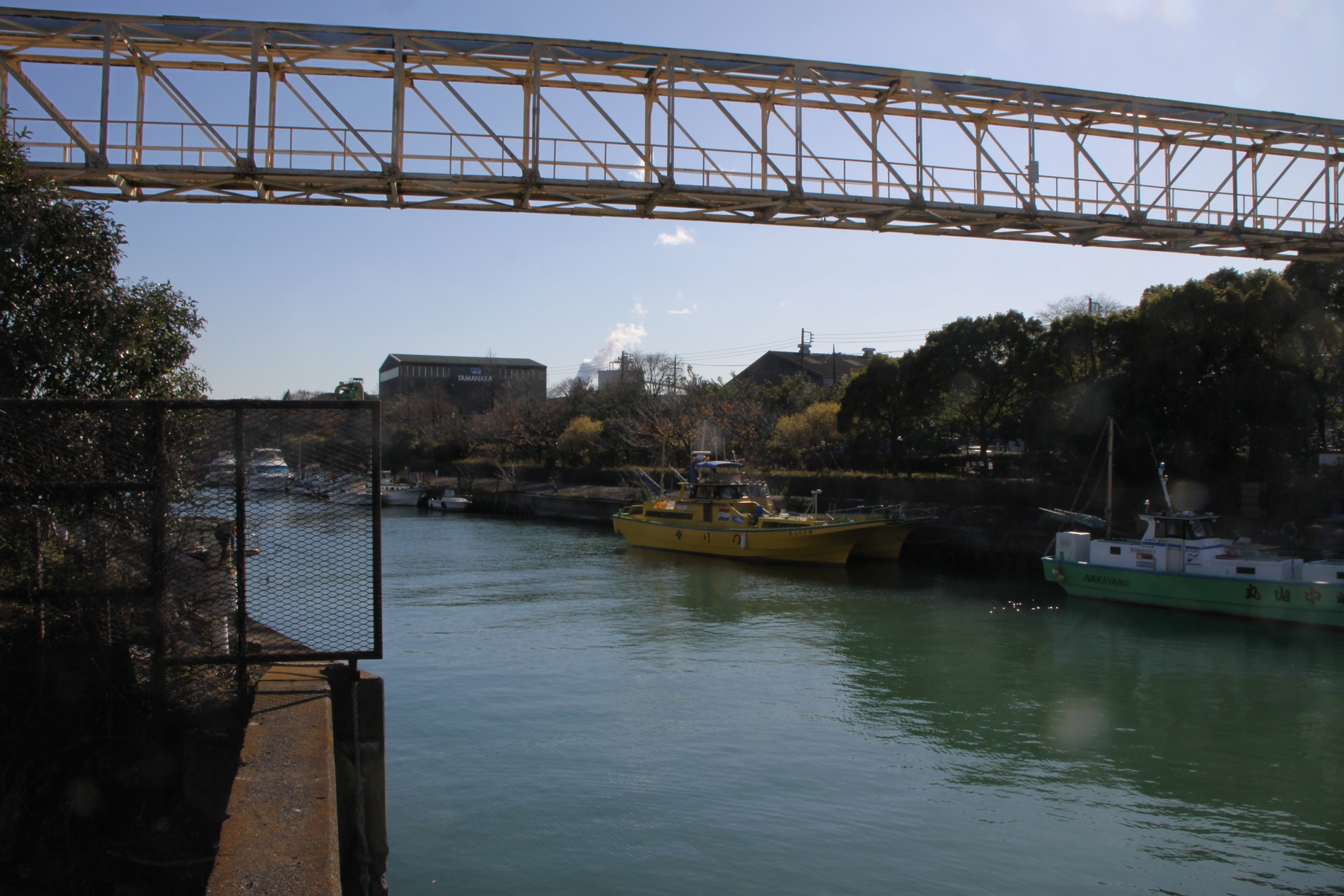
桜堀運河

桜堀運河（さくらぼりうんが）は、神奈川県川崎市川崎区に存在する運河。京浜工業地帯である川崎区南側の埋立地を通っている。

## 地理

### 隣接している区画・運河

#### 区画
- 浅野町
- 池上町
- 桜本

#### 運河
- 浅野運河
- 池上運河
- 水江運河

## 運河データ
- 起点:水江運河・池上運河・浅野運河との合流点
- 終点:桜橋（桜本一丁目付近）
- 長さ:550メートル[1]
- 幅:50メートル[1]
- 水深:1～4メートル[1]

この水域は運河であると同時に、「桜掘運河泊地」という名称もついている。

## 命名由来
「桜堀」という地名自体は無いが、この近辺には「桜本」や「桜川」などと「桜」を関する地名が多い為、これになんらかの関係を持っていると思われる。